# قلادة النيل العظمى
قلادة النيل العظمى هي أرفع درجة تكريم مصرية، وتمنح للأشخاص الذين قدموا إسهامًا مميزًا يؤثر علي حياة المصريين، وتمنح لرؤساء الدول والمصريين فائقي التميز، فمثلاً مُنحت للمصريين الحاصلين على جائزة نوبل مثل (البرادعي، زويل، نجيب محفوظ) ومنحت عام 1980 لاسم الراحل محمد طلعت حرب رائد الاقتصاد المصري.

## صناعتها
القلادة من الذهب الخالص، وتتمثل في سلسلة تتجسد في وحدات متشابكة تمثل رسومًا فرعونية تدل علي الخير والنماء التي يجلبها النيل للبلاد، وما بين كل وحدة وأخرى زهرات من الذهب، وجميعها مرصعة بالميناء من فصوص من الياقوت الأحمر والفيروز الأزرق، وهي أعلي الأوسمة في مصر.
يحق لرئيس الجمهورية منح قلادة النيل العظمى لنفسه. وقد استخدم الرئيس جمال عبد الناصر هذا الحق أثناء الاحتفال الرابع بعيد ثورة 23 يوليو سنة 1956، ومنحها أيضا لأعضاء مجلس قيادة الثورة الثمانية الباقين، وهم عبد اللطيف البغدادي وأنور السادات وجمال سالم وحسن إبراهيم وزكريا محيي الدين وكمال الدين حسين وعبد الحكيم عامر وحسين الشافعي.

## أشهر الحاصلين على القلادة
- عبد العليم بك سمهان اول برلماني يحصل علي القلادة[2]
- عدلي منصور الرئيس السابق «المؤقت» لجمهورية مصر العربية.
- مجدي يعقوب، بروفيسور مصري بريطاني وجراح قلب بارز.[1]
- محمد نجيب الرئيس الأول للجمهورية المصرية.
- طلعت حرب رجل اقتصاد ومؤسس بنك مصر. في الذكرى الستين لتأسيس بنك مصر قام الرئيس الراحل محمد أنور السادات بمنحها لورثة طلعت حرب تكريمًا لمجهوداته العظيمة في الاقتصاد المصري [3]
- محمد البرادعي، رئيس الهيئة الدولية للطاقة الذرية السابق، وحاصل على جائزة نوبل للسلام (2005).[1]
- أحمد زويل، عالم كيمياء عالمي وحاصل على جائزة نوبل في الكيمياء (1999).[1]
- نجيب باشا محفوظ، طبيب نساء مصري رائد (1919).
- نجيب محفوظ، أديب مصري والحاصل على جائزة نوبل في الآداب (1988).[1]
- عبد العليم بك سمهان، أقدم برلماني مصري حصل عليها من الملك فؤاد الأول عام 1924 ومؤسس الحزب السعدي [بحاجة لمصدر].
- حسين رفقي باشا.
- حسن مرعي، وزير التجارة والصناعة السابق (1955).[1]
- د.بطرس غالي، الأمين العام السابق للأمم المتحدة.[1]
- أم كلثوم مطربة مصرية شهيرة.[1]
- محمد عبد الوهاب موسيقار.[1]
- طه حسين (1965)
- عبد العزيز حجازي رئيس وزراء مصر السابق.[1]
- صوفي أبو طالب رئيس سابق لمجلس الشعب المصري.[1]
- أحمد لطفي السيد (1959)[1]
- الفريق عزيز المصري، أحد قادة الجيش المصري قبل ثورة 23 يوليو.[1]
- حسب الله الكفراوي وزير الإسكان السابق في مصر.
- ماهر أباظة وزير الكهرباء السابق في مصر.
- مشهور أحمد مشهور رئيس سابق لهيئة قناة السويس.
- محمد فهيم ريان رئيس سابق لمجلس إدارة مصر للطيران.
- جاد الحق علي جاد الحق[1]، رئيس سابق لمشيخة الأزهر (1983، بمناسبة العيد الألفي للأزهر).
- البابا شنودة الثالث، بابا الإسكندرية.[1]
- المشير محمد حسين طنطاوي وزير دفاع سابق (14 أغسطس 2012).[4]
- يوسف باشا ذو الفقار، قاضٍ مصري، والد الملكة فريدة.[5]
- عمرو موسى، وزير خارجية سابق، وأمين عام سابق لجامعة الدول العربية[1]
- الفريق سعد الدين الشاذلي، رئيس الأركان في حرب أكتوبر 1973 بقرار جمهوري رقم 238 لسنة 2012 من الرئيس محمد مرسي.
- الرئيس الراحل محمد أنور السادات، بقرار جمهوري رقم 238 لسنة 2012 من الرئيس محمد مرسي.
- الضابط يوسف منصور صديق عضو مجلس قيادة الثورة المصري بقرار جمهوري رقم 239 لسنة 2018 من الرئيس عبد الفتاح السيسي.

## أشهر من حصل عليها من خارج مصر
- الملكة إليزابث الثانية ملكة بريطانيا العظمى (6 نوفمبر 1975)[6][7]
- السلطان قابوس بن سعيد سلطان عمان (1976)[8]
- فريد الأطرش، مطرب وموسيقار سوري الأصل.[1]
- إميل لحود، رئيس لبنان (2000)
- نور سلطان نزار باييف رئيس جمهورية كازاخستان
- سلطان بن عبد العزيز آل سعود ولي عهد السعودية (1976)
- حمد بن خليفة آل ثاني - أمير دولة قطر (1976)
- جون برسيفال، موظف رفيع المستوى في الحكومة المصرية.
- نيلسون مانديلا، الرئيس الأسبق لجمهورية جنوب إفريقيا
- الإمبراطور أكيهيتو، إمبراطور اليابان
- هيلا سيلاسي إمبراطور إثيوبيا
- جوزيف بروز تيتو رئيس يوغسلافي
- إدريس السنوسي، ملك ليبيا السابق (الوشاح الأعظم)
- بيتر أكلاند، عسكري بريطاني، عمل في الإدارة المصرية-الإنجليزية للسودان.
- لويس بولس (1867-1930)، عسكري بريطاني شارك في الحرب العالمية الأولى على جبهة سيناء وفلسطين.
- هارولد نوكس-شو (1885 ـ 1970)، فلكي بريطاني، عمل مديرًا للمرصد الخديوي بحلوان بين عامي 1913 و1924. حصل على قلادة النيل من الطبقة الرابعة عقب الحرب العالمية الأولى، ثم منح قلادة النيل من الطبقة الثالثة سنة 1926.
- لويس مونتباتن، آخر حاكم بريطاني على الهند (قلادة النيل من الطبقة الرابعة، 1922)
- تشارلز باجيت، نبيل بريطاني خدم في القوات البريطانية على الأراضي المصرية أثناء الحرب العالمية الأولى (1915)
- الجنرال السير ريجنالد ونجت (1915)
- لانسلوت لاوثر (إيرل لونسديل السادس)، نبيل وقائد عسكري بريطاني خدم في الشرق الأوسط في الحرب العالمية الأولى (قلادة النيل من الطبقة الرابعة، 16 يناير 1920)[9]
- المارشال جوزيف بروز تيتو، رئيس يوغسلافيا (الوشاح الأعظم، 28 ديسمبر 1955)
- هاينريش راو، سياسي ودبلوماسي ألماني شرقي (الوشاح الأعظم، 1961)
- فالتر أولبريشت، رئيس ألمانيا الشرقية (حصل على قلادة النيل من الرئيس جمال عبد الناصر أثناء زيارته لمصر سنة 1965)[10]
- سوهارتو، رئيس إندونيسيا
- الأسقف مكاريوس الثالث، رئيس قبرص الأسبق.[11]
- جورج فاسيليو، رئيس قبرص الأسبق.
- السير تشارلتون واطسون سبينك، آخر سردار بريطاني (قائد عام) للجيش المصري (الوشاح الأعظم، 1931).[12]
- وليم سايمون، وزير مالية الولايات المتحدة الأمريكية في إدارة الرئيس نيكسون (1976).
- وليم بيردوود، قائد عسكري بريطاني شارك في الحرب العالمية الأولى (قلادة النيل من الطبقة الثانية، 16 أبريل 1918)
- توماس هاودن فريزر، أستاذ الاقتصاد بجامعة فؤاد الأول (1937).[13]
- أمها سيلاسي، آخر إمبراطور إثيوبي [14]
- الجنرال وليم بيتون، قائد القوات البريطانية على الجبهة الغربية في مصر في الحرب العالمية الأولى (قلادة النيل من الطبقة الثانية، 1916)[15][16]
- الأدميرال إريك غاسكوين روبنسون (قلادة النيل من الطبقة الرابعة، 1916)[17]
- أوبري فوكنر، لاعب كريكيت وعسكري جنوب إفريقي شارك في الحرب العالمية الأولى.
- سيسيل ليسترانج مالون، قائد في البحرية الملكية البريطانية أثناء الحرب العالمية الأولى.
- جاغاتجيت سينغ بهادور، مهراجا هندي (الوشاح الأعظم، 1924)
- ميرفين وايتفيلد، الفرع السياسي بالإسكندرية (1917)
- موريس أموس، قانوني وقاضٍ بريطاني عمل مستشارًا قانونيًا للحكومة المصرية (قلادة النيل من الطبقة الثانية، 1918)
- ألكسندر كيرسي، عسكري بريطاني خدم في الحرب العالمي الأولى.[18]
- محمد برهان الدين، الداعي الفاطمي المطلق، وسلطان طائفة البهرة (1978).
- أكمل الدين إحسان أوغلو الأمين العام السابق لمنظمة المؤتمر الإسلامي (2003)[19]
- محمد ولد عبد العزيز، رئيس الجمهورية الإسلامية الموريتانية (2016).
- سعود بن عبد العزيز آل سعود، ملك المملكة العربية السعودية (1954).[20]

- فهد بن عبد العزيز آل سعود، ملك المملكة العربية السعودية (1989).[21]
- ناريندرا مودي رئيس وزراء الهند (25 يونيو 2023)[22]
- مشعل الأحمد الجابر الصباح أمير الكويت (30 إبريل 2024)[23]